# Enric Morera i Català
 (août 2025).
Si vous disposez d'ouvrages ou d'articles de référence ou si vous connaissez des sites web de qualité traitant du thème abordé ici, merci de compléter l'article en donnant les références utiles à sa vérifiabilité et en les liant à la section « Notes et références ».
Pour les articles homonymes, voir Enric Morera.
Enric Morera i Català, né le 3 avril 1964 à Oliva, est un homme politique et entrepreneur espagnol, président du Parlement valencien de 2015 à 2023.

## Biographie
Diplômé de droit, il entame sa carrière politique au sein du Partit Nacionalista del País Valencià (Parti nationaliste du Pays valencien, PNPV). En 1983, il est l'un des fondateurs d'Unitat del Poble Valencià (UPV), dont il dirige la section juvénile entre 1985 et 1987. Entre 1990 et 1994, il est fonctionnaire de la Commission juridique du Parlement européen.
En 1996, il intègre la direction d'UPV et est l'un des responsables de la constitution de la coalition électorale UPV-Bloc Nacionalista, qui déboucherait sur la formation du BNV, dont il est secrétaire d'organisation jusqu'à son premier congrès.
Il est candidat pour le BNV à la mairie de Valence en 1999 et candidat au Parlement européen au sein de la coalition Bloc-CiU-PSM. Après le second congrès du BNV tenu en 2003, il est élu secrétaire général de la formation. Il occupe un siège de député européen en 2004 et figure en tête de la liste du BNV aux élections générales espagnoles tenues la même année.
En janvier 2006, il est de nouveau élu secrétaire général du BNV avec près de 85 % des voix des militants du parti.
Il est élu député au Parlement valencien de la circonscription de Valence lors de la septième législature (2007-2011) au sein de la coalition Compromís pel País Valencià. Aux élections autonomiques de 2011, il mène le groupe Coalition Compromís qui remporte 6 sièges aux Corts. Il est le candidat de la coalition à la présidence de la Generalitat valencienne, mais le Parti populaire détenant la majorité absolue, c'est son leader Francisco Camps qui est logiquement désigné.